# Skala Jadada
Skala Jadada, znana także jako "oksfordzki system oceny jakości" – sposób niezależnego oceniania jakości klinicznych badań eksperymentalnych. Jest najpowszechniej stosowaną tego typu skalą na świecie, a do końca 2008 roku źródłowa publikacja opisująca skalę była cytowana w ponad 3000 publikacji naukowych.
Skala Jadada została nazwana od nazwiska kolumbijskiego lekarza i naukowca Alejandra Jadada. Jadad wraz z zespołem opublikował pracę dotyczącą ocen skuteczności terapii w trakcie zaślepionych badań klinicznych w roku 1996, proponując pięciopunktową, prostą skalę oceny jakości badania. Oceniane badanie może otrzymać od zera (niska jakość) do pięciu (najwyższa jakość) punktów.

## Wprowadzenie
Badania kliniczne prowadzone są w celu zebrania danych dotyczących skuteczności i bezpieczeństwa leczenia. Oceniana w badaniu technologia medyczna może być na przykład nowym lekiem, urządzeniem medycznym, procedurą chirurgiczną lub programem prewencji. Protokoły badań klinicznych mogą się znacząco różnić w zależności od rodzaju ocenianej technologii medycznej, jednak zazwyczaj w badaniu z grupą kontrolną badacze przydzielają (alokują) część uczestników badania do grupy badanej (otrzymującej badaną technologię medyczną), a część do grupy kontrolnej (mogącej otrzymywać placebo lub technologię medyczną o znanej skuteczności i bezpieczeństwie, lub nie otrzymywać żadnego leczenia). Po określonym czasie przeprowadza się ocenę zmian stanu zdrowia (zmian wybranych punktów końcowych badania) w grupie badanej w porównaniu z grupą kontrolną.
Jednak badania mogą bardzo różnic się jakością. Błędy metodologiczne, takie jak niewłaściwe zaślepienie lub niewłaściwa  randomizacja mogą spowodować zniekształcenie wyników badania przez takie czynniki jak efekt placebo lub błąd doboru próby.

### Randomizacja
Randomizacja ma na celu wykluczenie możliwości uzyskania błędnych wyników analiz statystycznych, wynikających ze sposobu przeprowadzenia badania, zwłaszcza ze sposobu przydzielania (alokacji) pacjentów do grup w badaniu klinicznym. Na przykład wykazano, że w badaniach bez randomizacji bardziej prawdopodobne jest uzyskanie korzystnych wyników dla nowego leczenia niż dla leczenia konwencjonalnego.

### Zaślepienie
Zaślepienie zapobiega wpływowi subiektywnych opinii (oczekiwań) uczestnika badania lub badacza na wyniki badania i polega na zagwarantowaniu ich niewiedzy o tym, czy otrzymują badaną technologię medyczną, czy nie. Wykazano, że efekt placebo jest czynnikiem zafałszowującym wyniki badań klinicznych, zaburzając zdolność zarówno pacjentów, jak i lekarzy do obiektywnego relacjonowania wyników. Zaślepienie badania (podwójnie ślepa próba) zapobiega zniekształcaniu wyników.
Zaślepienie często wdraża się w formie placebo, nierozróżnialnego od aktywnego leczenia, lecz pozbawionego substancji aktywnej. Zaślepienie randomizowanego badania klinicznego z grupą kontrolną nie zawsze jest możliwe – na przykład w przypadku badania niektórych procedur chirurgicznych, ocen dotyczących kwestionariuszy (stosowanych np. w obszarze psychiatrii lub podczas badań jakości życia) lub badań dotyczących fizjoterapii.

### Wykluczenia z badania
Wykluczenia z badania obejmują utratę badanych w trakcie przebiegu badania oraz wyłączanie danych pacjentów z analizy wyników po zamknięciu badania (jego odślepieniu). Wykluczenia z badania wymagają dokładnego opisania z podaniem przyczyn, mogących obejmować całe spektrum, od rezygnacji pacjenta z udziału w badaniu (bez uzasadnienia – np. pacjent przestaje zgłaszać się na wizyty związane z badaniem – lub np. z powodu uznania się przez pacjenta za wyleczonego), przez wyłączenia z powodu działań niepożądanych badanego leku aż po śmierć pacjenta. Jakiekolwiek są przyczyny przerwania udziału pacjenta w badaniu, mogą one w oczywisty sposób zaburzać wyniki badania (zwłaszcza jeśli są związane z nieskutecznością leczenia), a wysoki odsetek przerwań badania (wykluczeń) jest uznawany za kryterium niskiej jakości badania. Stąd wyniki badania winny być oceniane dla całej próby rozpoczynającej badanie (populacja według zamiaru leczenia, ang. intention-to-treat).

## Kwestionariusz Jadada
W swojej publikacji z 1996 roku Jadad i wsp. umieścili 3-punktowy kwestionariusz, tworzący podstawę skali Jadada. Na każde z trzech pytań można odpowiedzieć "tak", przyznając ocenianemu badaniu punkt, lub 'nie' – nie przyznając punktu. Nie przyznaje się części punktów,. Zespół uznał, że ocena każdego badania nie powinna zająć dłużej niż dziesięć minut. Pytania brzmią następująco:
1. Czy badanie opisano jako randomizowane?
2. Czy badanie opisano jako podwójnie zaślepione?
3. Czy zamieszczono opis wykluczeń z badania?

Aby przyznać punkt za odpowiedź 'tak', w artykule musi być odnaleziony opis liczby wykluczeń w każdej z grup wraz z podaniem przyczyn.
Przyznaje się dodatkowe punkty, jeśli:
- W publikacji opisano sposób randomizacji i jest on prawidłowy.
- W publikacji opisano sposób zaślepienia i jest on prawidłowy.

Odejmuje się punkty, jeśli:
- Opisano sposób randomizacji, lecz jest on nieprawidłowy.
- Opisano sposób zaślepienia, lecz jest on nieprawidłowy.

Publikacja opisująca wyniki klinicznego badania eksperymentalnego może więc otrzymać od zera do pięciu punktów w skali Jadada. Skala Jadada bywa opisywana jako 'skala pięciopunktowa', choć zawiera tylko trzy pytania.

## Zastosowanie
Skala Jadada ma zastosowanie w kilku obszarach:
1. Ocena ogólnej jakości badań w określonej dziedzinie medycyny[9][10][11]
2. Ustalenie minimalnego standardu publikacji włączanych do przeglądu systematycznego lub metaanalizy. Często spotykaną praktyką jest na przykład wyłączanie z przeglądu systematycznego wszystkich badań, które nie uzyskały co najmniej 3 punktów w skali Jadada, jako mniej wiarygodnych[12]
3. Krytyczna ocena pojedynczego doniesienia.

W Polsce stosowanie skali Jadada do oceny jakości klinicznych badań eksperymentalnych jest wymagane przez Agencję Oceny Technologii Medycznych. Zgodnie z Wytycznymi oceny technologii medycznych, "badania eksperymentalne, które dotyczą terapii, należy oceniać w skali Jadada".

## Krytyka
Skala Jadada bywa krytykowana jako niedoskonała, nadmiernie uproszczona i zbyt podkreślająca znaczenie zaślepienia. Ponadto zdarzają się rozbieżności w ocenie prowadzonej przez dwie różne osoby – stąd dobrą praktyką podczas przygotowania przeglądu systematycznego jest przeprowadzenie oceny niezależnie przez co najmniej dwie osoby. Mimo swoich niedoskonałości skala Jadada jest najczęściej stosowanym systemem oceny jakości klinicznych badań eksperymentalnych.